# 금룡성배 세계바둑단체전
금용성배 세계바둑단체전(중국어: 金龙城杯世界围棋团体锦标赛), 옛 이름 주강배 세계바둑단체전(중국어: 珠钢杯世界围棋团体锦标赛)은 중국 바둑 협회와 광저우 시 체육 총회가 공동 주관하고, 광둥바둑문화촉진회ㆍ광둥 동호기원ㆍ광저우 시 바둑 협회가 공동으로 주최한다. 주강배는 바둑 강국인 한국, 중국, 일본, 대만 4개국에서 최강자팀이 한 팀씩 출전한다. 특히 한중일은 30세 이상 세계대회 우승 경력자로 구성된 와일드카드 팀을 한 팀씩 더 내보낼 수 있다. 유럽, 미주, 아시아, 오세아니아, 아프리카 지역에 9개팀이 따로 배정됐고, 그밖에 각국에서 프로 아마 구별 없이 자유롭게 3명 한 조로 팀을 구성해 참가할 수 있다. 2회 대회부터 금용성배로 이름이 바뀌게 되었다.

## 상금
- 총상금 규모 : 500만 위안
- 1위 200만 위안(약 3억5,000만원), 2위 80만 위안(약 1억4,000만원), 3위 50만 위안(약 8,800만원), 4위 40만 위안(약 7,000만원). 순위에 들지 못한 최강자팀과 와일드카드팀엔 개인당 4만 위안(약 700만원)의 초청비를 지급.

## 대국방식
- 시드팀은 한국ㆍ중국ㆍ일본ㆍ대만에서 각 1팀, 와일드카드팀은 한국ㆍ중국ㆍ일본에서 각 1팀 출전한다. 단 와일드카드팀의 선수는 30세 이상의 세계대회 우승 경력자라야 한다.

- 비시드팀은 오세아니아주 1팀, 미주 2팀, 아시아주 2팀, 아프리카주 1팀, 유럽주 3팀이다. 시드팀 외에 각 국가 및 지역은 1개팀에 한해 참가 가능하다. 만일 팀에 1명 이상의 프로기사가 포함될 경우 아마추어조 시합에 출전할 수 없다.

- 비시드팀과 별도등록팀이 예선전을 벌여, 예선전 9위까지가 순위결정전에 참가해 시드팀(총 4팀), 와일드카드팀(총 3팀)과 함께 순위를 다툰다. 순위결정전을 치른 결과 1위와 4위, 2위와 3위가 준결승전을 벌여, 준결승전을 승리한 두 팀이 결승전을 갖는다.

- 결승전은 단판이며, 속한 3명이 공동 연구해 착점하는 상담기(相談棋) 방식으로 진행한다.

- 제한시간은 예선은 30분, 순위결정전은 55분, 준결승전은 2시간 40분이다(초읽기는 공히 1분 5회). 결승전은 초읽기 없이 팀당 4시간 30분의 타임아웃제로 치른다.

## 대회결과
| 기전명   | 년도 | 회차 | 우승            | 준우승      | 3위                   | 4위                   |
| -------- | ---- | ---- | --------------- | ----------- | --------------------- | --------------------- |
| 주강배   | 2013 | 1    | 대한민국 시드팀 | 중국 시드팀 | 중국 와일드카드팀     | 대한민국 와일드카드팀 |
| 금용성배 | 2015 | 2    | 대한민국 시드팀 | 중국 시드팀 | 대한민국 와일드카드팀 | 일본 시드팀           |

#### 예선 순위결정전 결과(2013)
(순서는 1-3장 지명 순. 대국은 동일 지명끼리 대결.)
| 순위 | 국가              | 선수명단                                   | 전적   | 승수 |
| ---- | ----------------- | ------------------------------------------ | ------ | ---- |
| 1위  | 한국 시드팀       | 박정환 · 최철한 · 강동윤                   | 5승    | 13승 |
| 2위  | 중국 시드팀       | 천야오예 · 스웨 · 저우루이양               | 4승1패 | 13승 |
| 3위  | 중국 와일드카드팀 | 창하오 · 구리 · 쿵제                       | 4승1패 | 11승 |
| 4위  | 한국 와일드카드팀 | 조훈현 · 유창혁 · 이창호                   | 3승2패 | 11승 |
| 5위  | 일본 와일드카드팀 | 조지훈 · 고바야시 고이치 · 다케미야 마사키 | 3승2패 | 10승 |
| 6위  | 일본 시드팀       | 왕민완 · 류시훈 · 미조카미 도모치카        | 3승2패 | 9승  |
| 7위  | 대만팀            | 린즈한 · 샤오정하오 · 왕위안쥔             | 3승2패 | 8승  |

#### 예선 순위결정전 결과(2015)
(순서는 1-3장 지명 순. 대국은 동일 지명끼리 대결.)
| 순위 | 국가              | 선수명단                          | 전적   | 승수 |
| ---- | ----------------- | --------------------------------- | ------ | ---- |
| 1위  | 중국 시드팀       | 커제 · 스웨 · 저우루이양          | 5승    | 14승 |
| 2위  | 한국 시드팀       | 박정환 · 김지석 · 이동훈          | 4승1패 | 11승 |
| 3위  | 일본 시드팀       | 요다 노리모토 · 쑤야오궈 · 위정치 | 4승1패 | 10승 |
| 4위  | 한국 와일드카드팀 | 이세돌 · 박영훈 · 최철한          | 3승2패 | 10승 |
| 5위  | 중국 와일드카드팀 | 녜웨이핑 · 창하오 · 구리          | 3승2패 | 10승 |
| 7위  | 대만팀            | 천스위안 · 린리샹 · 린쥔옌        | 3승2패 | 9승  |
| 9위  | 일본 와일드카드팀 | 고바야시 고이치 · 조치훈 · 왕리청 | 3승2패 | 7승  |

- 한국 와일드카드팀과 중국 와일드카드팀이 팀 승수, 상대한 팀들이 거둔 총승수, 팀원들의 개별승수 총합까지 동률을 이뤘다. 여기서 차순위 기준인 1장 승수까지 3승(이세돌과 녜웨이핑)으로 똑같은 상황에서 2장 승수에서 박영훈이 4승을 올려 3승에 그친 창하오에게 1승 앞서며 4위를 차지했다.